# Modell's
Modell's (nom complet : Modell's Sporting Goods) était une entreprise américaine de distribution de biens et d'équipements sportifs. Son siège social était à New York. Elle fut créée par Morris A. Modell en 1889. Modell's s'est placé sous la protection de la loi sur les faillites en 2020 et la société a fini par liquider ses 134 magasins restants. En août 2020, Modell's a été relancé en tant que détaillant en ligne par une société appelée Retail Ecommerce Ventures, qui a acheté les droits de plusieurs autres marques de détail qui avaient été récemment supprimées. Le site Web de Modell a été relancé en 2020.